# Paul Schaan
 (juin 2012).
Si vous disposez d'ouvrages ou d'articles de référence ou si vous connaissez des sites web de qualité traitant du thème abordé ici, merci de compléter l'article en donnant les références utiles à sa vérifiabilité et en les liant à la section « Notes et références ».
Paul Albert Schaan, dit Paul Schaan, né le 5 février 1857 à Saint-Pétersbourg, et mort le 27 mai 1924 à Paris, est un artiste peintre et un illustrateur français.

## Biographie

### Famille
On ne sait quasiment rien des origines de son père. Sa mère, Francis Laure Augustine Schaan, née en 1828, est pianiste d’opéra. Elle vit dans la haute bourgeoisie et elle donne de nombreux concerts dans les capitales internationales (Londres, Vienne, New York, Berlin, Saint-Pétersbourg) où elle reste parfois plusieurs mois, voire plusieurs années. Elle est elle-même fille du facteur de pianos Jacques Schaan, né en 1799, et de Louise Augustine Thomas, née en 1809, dont la famille parisienne était ébéniste.

### Formation
Après ses études à l'école des beaux-arts de Paris, Paul Schaan aura essentiellement quatre maîtres. En 1880, il est élève de M. Jeannin et de Jean-Baptiste Lavastre puis, de J.B. Lavastre seul entre 1888 et 1890. De 1893 à 1910, il est l'élève d'Antoine Guillemet. Enfin de 1910 à 1913, il est élève d'A. Guillemet et d'Édouard Detaille ensemble .

### Carrière
Membre de la Société des artistes français, il débute en 1880 au Salon de Paris, puis expose assez régulièrement chaque année jusqu’en 1914. En 1892, il y reçoit une mention honorable, pour son œuvre Le cloître de Saint Rémi, actuellement Hôtel Dieu de Reims .
Entre 1909 et 1913, il expose six œuvres au Salon de l'école française,
Résidant à Paris jusque vers 1910, l'artiste peint de nombreuses scènes de la vie citadine où figurent les lieux qu'il a souhaité immortaliser, tel le passage Vérité.
La Ville de Paris lui commande des toiles figurant des lieux promis à la démolition comme le quartier insalubre des Tanneurs en 1898, la façade de la prison Saint Lazare en 1903, le cabaret du Père Lunette, rue des Anglais en 1906, ou la prison de la Grande Roquette. On peut voir la Tour Eiffel et la basilique du Sacré-Cœur de Montmartre en cours de construction dans son grand tableau Paris vu de Ménilmontant (1894). Ces toiles sont conservées au Musée Carnavalet.
Son œuvre Paris vu de Montretout (1889), témoigne également de ces travaux. On y aperçoit la Tour Eiffel en voie d’achèvement ainsi que les pavillons de l'Exposition universelle de Paris de 1889.
Entre 1890 et 1914, l'artiste se spécialise dans des sujets anecdotiques, alors à la mode, mettant en scène des ecclésiastiques dans de luxueux cadres de vie privée. La plupart de ses tableaux ont pour décor les salles du château de Fontainebleau où se trouvent exposés, aujourd’hui encore, beaucoup des éléments de mobilier représentés. Sa peinture reflète toujours un grand souci du détail auquel s’ajoutent des touches d'ironie anticléricale. C'est en réalisant ces toiles que l'artiste révèle ses qualités de portraitiste. Ses œuvres connaissent alors un vif succès, notamment aux États-Unis.
Enfin, l'artiste peint de nombreuses marines et scènes du sud de la Bretagne où il se rend chaque année en villégiature, chez un ami propriétaire d'une conserverie de poissons. Il y peint notamment la Chapelle de Loctudy.
Il meurt subitement le 27 mai 1924 en sortant d'une galerie de peinture de la rue du Faubourg Saint-Honoré à Paris, où était exposée l'une de ces marines.

## Œuvre
C'est un peintre de genre et d’architecture . Son œuvre se compose essentiellement d'huiles sur toiles ou sur panneaux, ainsi que de gouaches, pastels et aquarelles sur papier.

### Salons
| Année de l'exposition | Titre de l'œuvre et année de réalisation                                                                           | Salon                               |
| --------------------- | --- | ----------------------------------- |
| 1880                  | Portrait de Madame G…                                                                                              | Salon de Paris (no 3451)            |
| 1884                  | Le quai de l’Hôtel de ville                                                                                        | Salon de Paris (no 2165)            |
| 1888                  | Une écurie | Salon de Paris (no 3583)            |
| 1889                  | Le carrefour Pirouette, à Paris                                                                                    | Salon de Paris (no 2418)            |
| 1889                  | Une tannerie la nuit                                                                                               | Salon de Paris (no 2419)            |
| 1890                  | Saint-Germain-l’Auxerrois                                                                                          | Salon de Paris (no 3328)            |
| 1890                  | Le soir au village                                                                                                 | Salon de Paris (no 3329)            |
| 1891                  | Garage de bateaux - Asnières                                                                                       | Salon de Paris (no 1492)            |
| 1892                  | Le cloître de Saint Rémi, actuellement Hôtel Dieu de Reims - (1892-mention honorable)                              | Salon de Paris (no 1511)            |
| 1893                  | L’allée des platanes - au jardin du Luxembourg                                                                     | Salon de Paris (no 1589)            |
| 1893                  | Fontaine de Marie-Médicis - au jardin du Luxembourg                                                                | Salon de Paris (no 1590)            |
| 1894                  | Place Saint Médard et Rue Mouffetard à Paris                                                                       | Salon de Paris (no 1643)            |
| 1895                  | Jardins des chanoinesses hospitalières de Saint-Augustin, au couvent de la Basilique de Saint Remy à Reims (Marne) | Salon de Paris (no 1717)            |
| 1897                  | Paris vu de Ménilmontant ou Paris – Ménilmontant (1894)                                                            | Salon de Paris (no 1523)            |
| 1898                  | Paris vu de Montretout (1889)                                                                                      | Salon de Paris (no 1816)            |
| 1899                  | Partie perdue | Salon de Paris (no 1767)            |
| 1900                  | Le passage intéressant                                                                                             | Salon de Paris (no 1190)            |
| 1902                  | Le duo | Salon de Paris (no 1458)            |
| 1903                  | La source | Salon de Paris (no 1569)            |
| 1903                  | |                                     |
| 1904                  | L’accident | Salon de Paris (no 1609)            |
| 1907                  | Joueurs de croquet                                                                                                 | Salon de Paris (no 1425)            |
| 1909                  | Le myope | Salon de l'École française (no 588) |
| 1909                  | Ami fidèle | Salon de l'École Française (no 589) |
| 1910                  | Le vin du couvent                                                                                                  | Salon de l'école française (no 588) |
| 1910                  | La promenade du convalescent                                                                                       | Salon de l'école française (no 589) |
| 1910                  | Le myope | Salon de Paris (no 1657)            |
| 1911                  | Atout ! | Salon de Paris (no 1678)            |
| 1912                  | Vieux célibataires                                                                                                 | Salon de Paris (no 1665)            |
| 1913                  | La bonne histoire                                                                                                  | Salon de Paris (no 1627)            |
| 1913                  | Partie de cartes entre cardinaux                                                                                   | Salon de l'École française (no 527) |
| 1913                  | Le musicien | Salon de l'École française (no 528) |
| 1914                  | Le guet apens (1914)                                                                                               | Salon de Paris                      |

### Œuvres datées
[réf. nécessaire]
- Vue de Paris - 1893

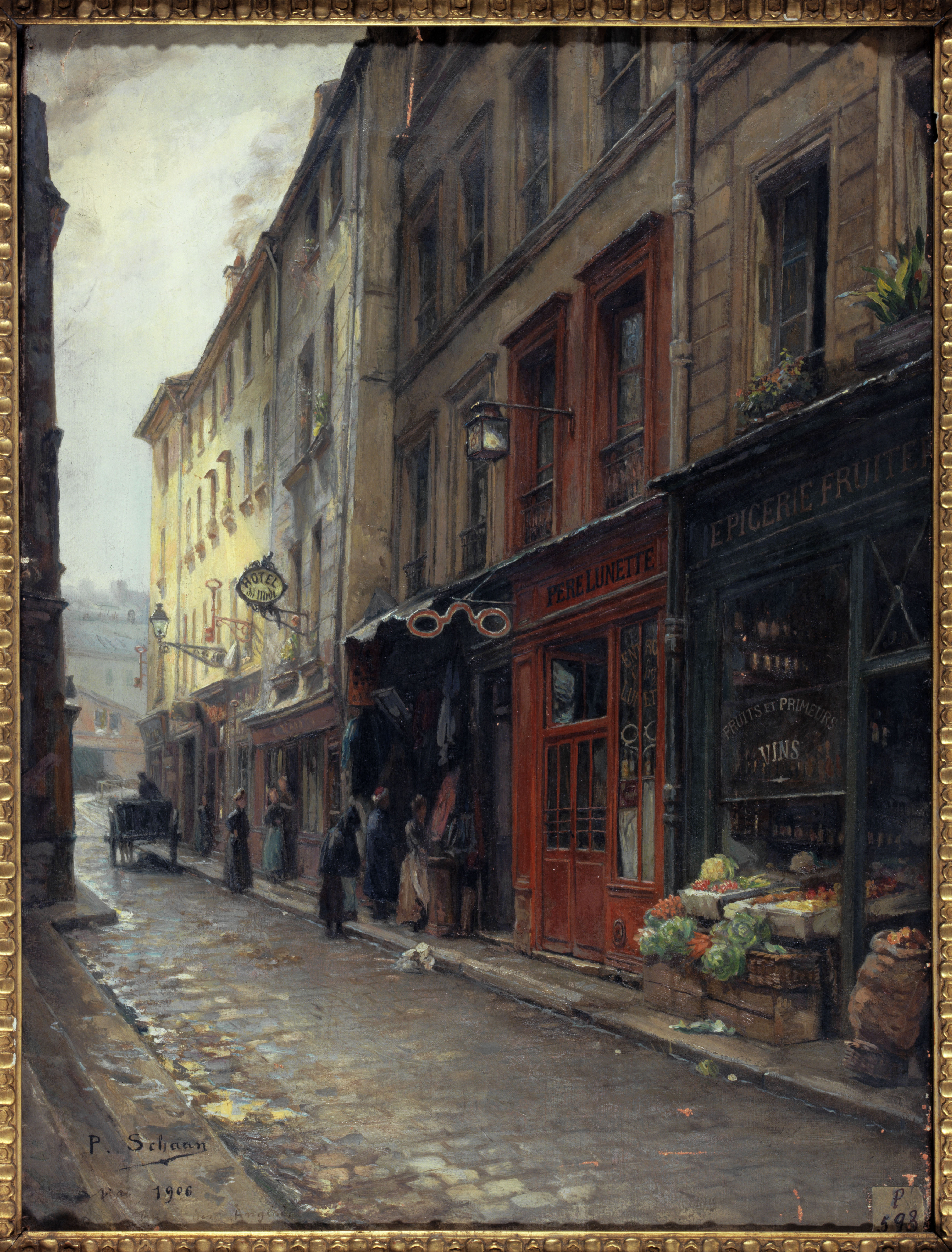
Rue des Anglais, 1906

- Le cloître d’une cathédrale animée de religieuses - 1895
- Le passage Vérité - Place de Valois - 1897
- Clock Room Versailles - 1898
- Deux cardinaux lors du banquet - Two cardinals feasting  - 1900
- Rue de Bièvres - 1898 (à rapprocher de La Bièvre vers 1900)
- La collation des prélats - 1900
- Sans aucun appétit - 1900
- Le cloître de l’abbaye bénédictine de Saint Rémi de Reims - 1901
- La leçon de musique (1902) (attention : plusieurs œuvres portent ce titre)
- La façade de la prison Saint Lazare - 1903
- Intérieur du château d'Etiolles - 1906
- Le cabaret du Père Lunette - Rue des Anglais -  1906
- 'La partie de croquet - 1907
- Le portrait du cardinal - 1907
- Cardinaux jouant au billard - 1909
- Scène d'intérieur avec le cardinal - 1910
- Les deux gourmets - 1912
- Napoléon dans la Cour des Adieux - 1912
- La partie d'échecs - 1913
- Portrait de Napoléon Bonaparte dans sa bibliothèque - 1914
- L' Empereur Napoléon  à table à Briare - 1916
- Le virtuose - 1917
- Le cardinal et la bouteille de champagne - 1918
- Une petite douceur - 1918
- Un bon vin - 1924

### Œuvres non datées
[réf. nécessaire]
- À ta santé - Zum Wohle

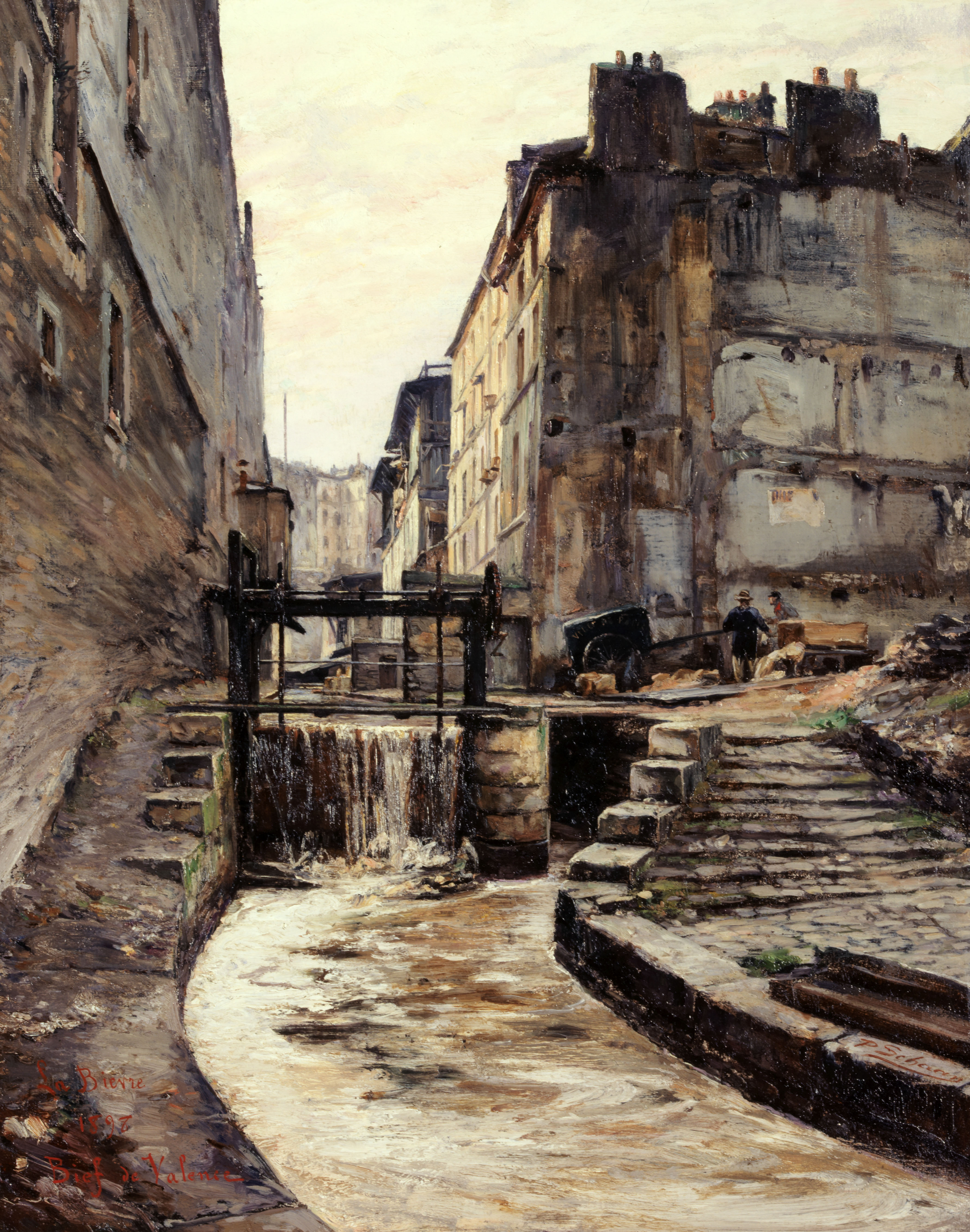
La Bièvre vers 1900

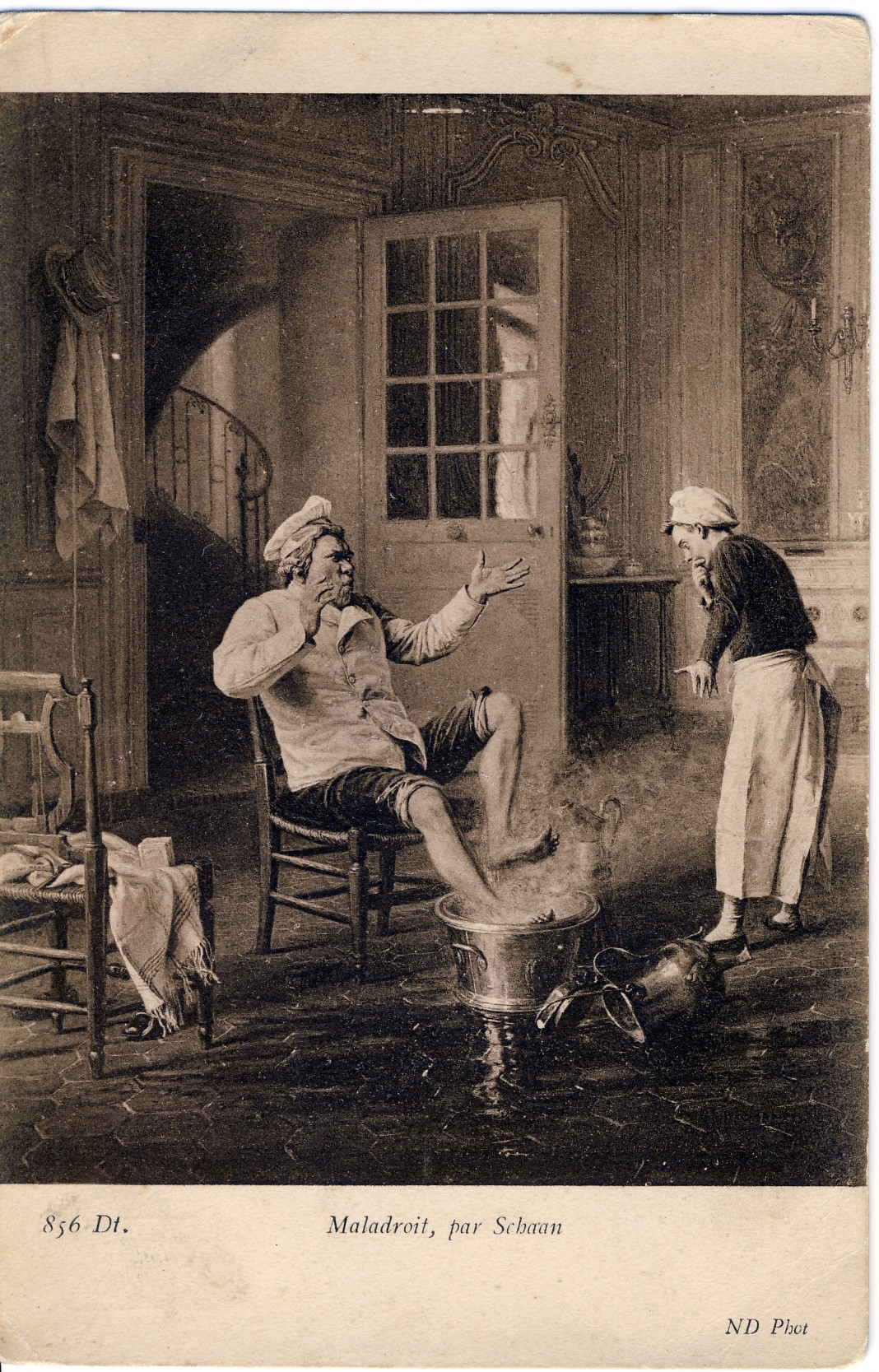

- Cardinaux jouant aux cartes - La partie de cartes des cardinaux
- Gentleman in an interior
- L’entretien des prélats
- L'heure du thé
- La  Bièvre vers 1900 (à rapprocher de Rue de Bièvres)
- La bonne bouteille
- La bonne liqueur
- La chapelle de Loctudy
- La France
- La Grande Roquette
- La partie d’échecs des cardinaux (attention : plusieurs œuvres portent ce titre)
- Le goûter
- Le jeu d'échecs
- Le malheur (à rapprocher de L’accident)
- Le melon - The melon
- Le petit favori de son éminence  - Little favorite of his eminence
- Le point gagnant
- Le secrétaire de Monseigneur
- Le toast - The toast
- Maladroit
- Napoléon dans son bureau
- Place du cloître Notre Dame
- Prêtre et soldat
- Tea time
- Un cru classé
- Un goûter délicat
- Un su-sucre
- Vincent Jean-Baptiste Chevilliard
- Zum Wohle ! (voir À ta santé !)

Affiches
- Affiche Byrrh, (5e prix au concours d'affiches pour la publicité Byrrh, en 1906)